# East Rand

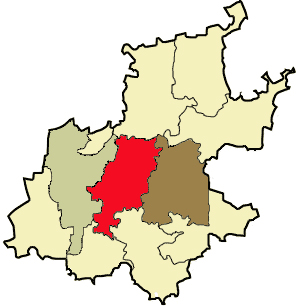
Mapa de Gauteng, mostrando el East Rand. Johannesburg está señalado en rojo y el West Rand en marrón claro, con el East Rand en marrón oscuro.

East Rand o Rand del Este es el nombre de la parte urbana Este del Witwatersrand que está funcionalmente combinado con el conurbano del Área Metropolitana Gran Johannesburgo en Sudáfrica. En esta área se establecieron los por europeos después del descubrimiento de un filón de oro en 1886 y provocó la fiebre del oro que dio ocasión a la fundación de Johannesburgo.
Los grandes municipios negros del Rand del Este fueron el escenario de grandes choques entre el Congreso Nacional Africano (CNA) y el Partido de la Libertad Inkatha antes del final del Apartheid.
La región se extiende desde Germiston en el oeste a Springs en el este, y al sur a Nigel, e incluye las ciudades de Alberton, Boksburg, Benoni, Brakpan, Kempton Park, Edenvale y Bedfordview.
Como parte de la reestructuración de municipalidades en Sudáfrica en su momento, las administraciones municipales del Rand del Este fueron combinadas en una sola municipalidad en 1999, llamado la Municipalidad Metropolitana Ekurhuleni, que quiere decir "el lugar de la paz".
A pesar de tener un gobierno municipal separado, como el Rand del Oeste, el Rand del Este está incluido en el Área Metropolitana del Gran Johannesburgo. A este fin, el Rand del Este comparte el mismo prefijo que Johannesburgo (011 local). Es bastante común que los residentes del Rand del Este trabajen en Johannesburgo.
- Datos: Q3307172